# 1119年
| 千纪： | 2千纪 |
| 世纪： | 11世纪 \| 12世纪 \| 13世纪                                                                                                 |
| 年代： | 1080年代 \| 1090年代 \| 1100年代 \| 1110年代 \| 1120年代 \| 1130年代 \| 1140年代                                           |
| 年份： | 1114年 \| 1115年 \| 1116年 \| 1117年 \| 1118年 \| 1119年 \| 1120年 \| 1121年 \| 1122年 \| 1123年 \| 1124年                 |
| 纪年： | 己亥年（猪年）；辽天庆九年；北宋重和二年，宣和元年；西夏元德元年；金天辅三年；大理文治十年；越南會祥大慶十年；日本元永二年 |

## 大事记
- 宋江起義。
- 西夏崇宗向宋朝表示臣服，且恢復舊時賜名曰趙乾順。
- 2月2日——卡利克斯特二世当选为教皇。
- 农历八月——女真大字制成并颁行。
- 前郭卡拉木地震，数千人死亡。

## 出生
- 完颜合剌，金朝皇帝（逝世于1149年，30岁）
- 六月五日——岳云，南宋将军（逝世于1142年，23岁）

## 逝世
- 王希孟，北宋畫家（出生於1096年，23岁）